# Protasy
Protasy – wieś w Polsce położona w województwie podlaskim, w powiecie białostockim, w gminie Zabłudów.
Wieś magnacka hrabstwa zabłudowskiego położona była w końcu XVIII wieku  w powiecie grodzieńskim województwa trockiego. W latach 1975–1998 miejscowość administracyjnie należała do województwa białostockiego.
Wieś w 2021 roku zamieszkiwały 253 osoby.
Prawosławni należą do parafii św. Proroka Eliasza w Białymstoku. 
Natomiast wierni kościoła rzymskokatolickiego do parafii św. Apostołów Piotra i Pawła w Zabłudowie.